# Załazy
Załazy dawniej też Wygoda – wieś w Polsce,  w województwie mazowieckim, w powiecie zwoleńskim, w gminie Przyłęk. Ma status sołectwa. Leży nad Plewką.
Wierni Kościoła rzymskokatolickiego należą do parafii św. Floriana w Łagowie Kozienickim.

## Pochodzenie nazwy
Nazwa wsi pochodzi od wyrażenia przyimkowego za łazami, tj. za miejscem po usuniętym lesie; łaz-miejsce po wypalonym lesie lub wykarczowanym lesie przeznaczone pod uprawę lub na pastwiska

## Historia
Nazwa wsi Załazy notowana była już w 1595 r. w kronikach parafii Janowiec, ok. 1827 r. również brzmiała Załazy. Załazy były wsią pańszczyźnianą, należąca do pana folwarku Wygoda. W roku 1915 ludność Załaz wysiedlona została za Wisłę pod Łuków. Po powrocie zmuszeni byli odbudować domy mieszkalne i gospodarcze, które zniszczone zostały podczas I wojny światowej. Jeden taki dom wybudowany w 1918 r. pozostał jeszcze do tej pory u Stanisława Kopcińskiego. Józef Kusio, absolwent Szkoły Rolniczej w Zwoleniu, był głównym inicjatorem i organizatorem postępu rolniczego we wsi Załazy.Jesienią 1923 r. zorganizował we wsi Kółko Rolnicze i Koło Młodzieży Wiejskiej Wici. Członkowie Kółka Rolniczego prowadzili różne konkursy jak: uprawy i nawożenia zbóż, hodowli cieląt i królików. Za dobre wyniki otrzymali w 1936 r. 26 książek. Kółko Rolnicze zakupiło pięć siewników zbożowych w roku 1937, które rozdzielono na poszczególne zespoły rolników.
Wieś Załazy została bardzo zniszczona podczas II wojny światowej. Dnia 4 września 1939 r. miało miejsce bombardowanie, w którym ucierpiało wielu mieszkańców, część z nich straciła życie, byli ranni zniszczone zostały budynki. Kilka dni po tym zdarzeniu do wsi przybyła zmotoryzowana kolumna niemieckiego wojska, która zrobiła obławę na mężczyzn. Wszystkich, których udało się złapać, wywieziono najpierw do Tymienicy, a potem dalej do Kielc, gdzie zakwaterowano ich w stajniach po Wojsku Polskim. Przetrzymywano ich i głodzono przez kilka dni. Po kilku tygodniach większość mężczyzn wróciła do rodzinnej wioski. W latach okupacji Niemcy nałożyli na chłopów kontyngent: mięsa, mleka, zboża, ziemniaków;płacili za te produkty wódką i naftą.
W 1955 r. w Załazach powstał Ośrodek Zdrowia, który istnieje do dziś. W tym budynku mieściła się szkoła podstawowa wraz z przedszkolem.

## Kalendarium
- 1595 r.-notowania w kronikach parafii Janowiec
- 22 lipca 1944 r.-Dwór Łagów na mocy dekretu Polskiego Komitetu Wyzwolenia Narodowego. Ziemię otrzymali biedni chłopi
- 1915 r.- wysiedlenie ludności Załaz za Wisłę pod Łuków
- jesień 1923 r.-zorganizowanie we wsi Kółka Rolniczego i Koła Młodzieży Wiejskiej Wici
- 4 września 1939 r.-bombardowanie wsi
- 1955 r.- powstaje Ośrodek Zdrowia, który istnieje do dziś
- 1969 r.- powstaje Ochotnicza Straż Pożarna
- W 1967 roku powstała również Ochotnicza Straż Pożarna.

## Przedsiębiorstwa
Na terenie wsi znajduje się kilka przedsiębiorstw w tym:
- Ubojnia zwierząt
- Zakład sukien ślubnych i komunijnych
- LOGISTIC-2000 Firma Transportowa oraz kilka mniejszych.

## Inne informacje
- Na terenie wsi znajduje się ośrodek zdrowia
- Na terenie wsi znajduje się ujście wody z którego jest odprowadzana woda do pobliskich miejscowości

W latach 1975–1998 miejscowość administracyjnie należała do województwa radomskiego.